# Такі Фіті
Такі Фіті (мак. Таки Фити) — економіст і колишній міністр фінансів Північної Македонії.

## Біографія
Народився 7 листопада 1950 року у Крушево, Північна Македонія. У рідному місті закінчив початкову та середню освіту. У 1973 році закінчив економічний факультет у Скоп'є. У 1974 році Такі Фіті працював доцентом на економічному факультеті. У 1980 Такі здобув ступінь магістра, а у 1983 році — докторський ступінь.
Певний період на факультеті економіки викладав дисципліну — Розвиток економічної думки. Очолював магістерські дослідження з економічного розвитку та міжнародних фінансів на економічному факультеті в Скоп'є.
У 2003 році Такі було обрано членом Македонської академії наук і мистецтв. В Академії він був секретарем відділу соціальних наук та керівником Центру стратегічних досліджень.
Такі Фіті є автором понад 230 наукових робіт, які були опубліковані у Македонії та за кордоном. Він також досконало вивчив наукові праці з Італії, Німеччини, Великої Британії, Франції та інших країн світу.

## Посади Такі Фіті
- Учасник робочої групи з підготовки економічної частини нової Конституції Республіки Македонія;
- Член редакційних колегій трьох міжнародних журналів з фактором впливу;
- Міністр фінансів уряду Республіки Македонія;
- Консультант в ОЕСР, (Париж) щодо проектів для малих та середніх підприємств Республіки Македонія;
- Координатор робочої групи Республіки Македонія з правонаступництва майна Федерації (колишня СФР Югославія) та її представник у Комісії ЄС у Брюсселі;
- Радник македонських прем'єр-міністрів та губернаторів Національного банку та ін. Такі Фіті є членом Європейського товариства культури (Société Européenne de Culture) та професором економічного факультету в Загребі. З 2017 року є членом Європейської академії наук і мистецтв.